# 北海道道82号西野真駒内清田線
北海道道82号西野真駒内清田線（ほっかいどうどう82ごう にしのまこまないきよたせん）は、北海道札幌市西区と豊平区を結ぶ道道（主要地方道）である。全線が札幌市管理路線となっている。

## 概要
大倉山と藻岩山を大きく回りこみ、豊平川を渡って札幌市の西郊と南郊を通じさせる道である。起点から札幌圏都市計画道路の西野屯田通、山の手通、手稲左股通、五輪通、水源池通、福住桑園通のそれぞれ一部にあたる。
2010年（平成22年）に策定された「道央都市圏の都市交通マスタープラン」では、都市圏の骨格道路網を構成する2高速3連携2環状13放射道路の外環状を構成する道路として新たに位置づけられた。
中央区と南区の境界にあたるこばやし峠付近は急勾配・急カーブの隘路であるため、トンネルによる新ルートで改良する事業が進められ、2017年（平成29年）2月3日に盤渓北ノ沢トンネルが開通した。

### 路線データ
- 起点：北海道札幌市西区西町南21丁目（北海道道124号宮の沢北一条線交点）
- 終点：北海道札幌市豊平区福住3条1丁目（国道36号交点）
- 総延長：26.572 km[4]
- 実延長：26.394 km[4]
- 重用延長：0.178 km[4]

都市計画道路として
当路線のうち以下の区間は、札幌圏都市計画道路として都市計画決定されている。
- 札幌市西区西町南21丁目 - 西区西野2条9丁目：西野屯田通
- 札幌市西区西野2条9丁目 - 西区西野2条3丁目：山の手通
- 札幌市西区西野3条2丁目 - 西区福井10丁目：手稲左股通
- 札幌市南区北ノ沢8丁目 - 豊平区西岡3条11丁目：五輪通
- 札幌市豊平区西岡3条11丁目 - 豊平区西岡3条9丁目：水源池通
- 札幌市豊平区西岡4条8丁目 - 豊平区福住3条1丁目：福住桑園通

## 歴史
- 1967年（昭和42年）3月31日：北海道道561号西野真駒内停車場線路線認定[5]。
- 1965年（昭和40年）11月：こばやし峠開通[6][注 1]。
- 1968年（昭和43年）5月20日：北海道道624号清田真駒内停車場線路線認定[7]。
- 1971年（昭和46年）12月4日：北海道道624号清田真駒内停車場線全線供用[8]。
  - 札幌オリンピックの競技場間連絡道路のサブルートとして整備が進められる [9]。西岡高架橋、五輪大橋、五輪小橋の架橋を含む五輪通の区間の整備や、こばやし峠、盤渓橋付近の線形改良等も行われる。
- 1972年（昭和47年）2月4日：北海道道720号西野真駒内清田線として路線認定[10]。
  - 北海道道561号西野真駒内停車場線及び北海道道624号清田真駒内停車場線を廃止し統合した。
- 1993年（平成5年）5月11日 - 建設省から、道道西野真駒内清田線が西野真駒内清田線として主要地方道に指定される[11]。
- 1994年（平成6年）10月1日： 路線番号を82号に変更[12]。
- 2017年（平成29年）2月3日： 盤渓北ノ沢トンネル開通[2][3]。

## 路線状況

### 重複区間
- 北海道道453号西野白石線：札幌市西区西町南21丁目 - 札幌市西区西野2条2丁目

### 道路施設
主な橋梁

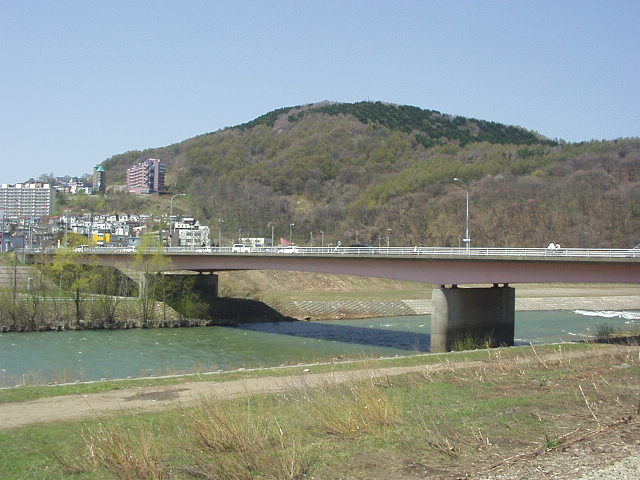
五輪通を通す五輪大橋

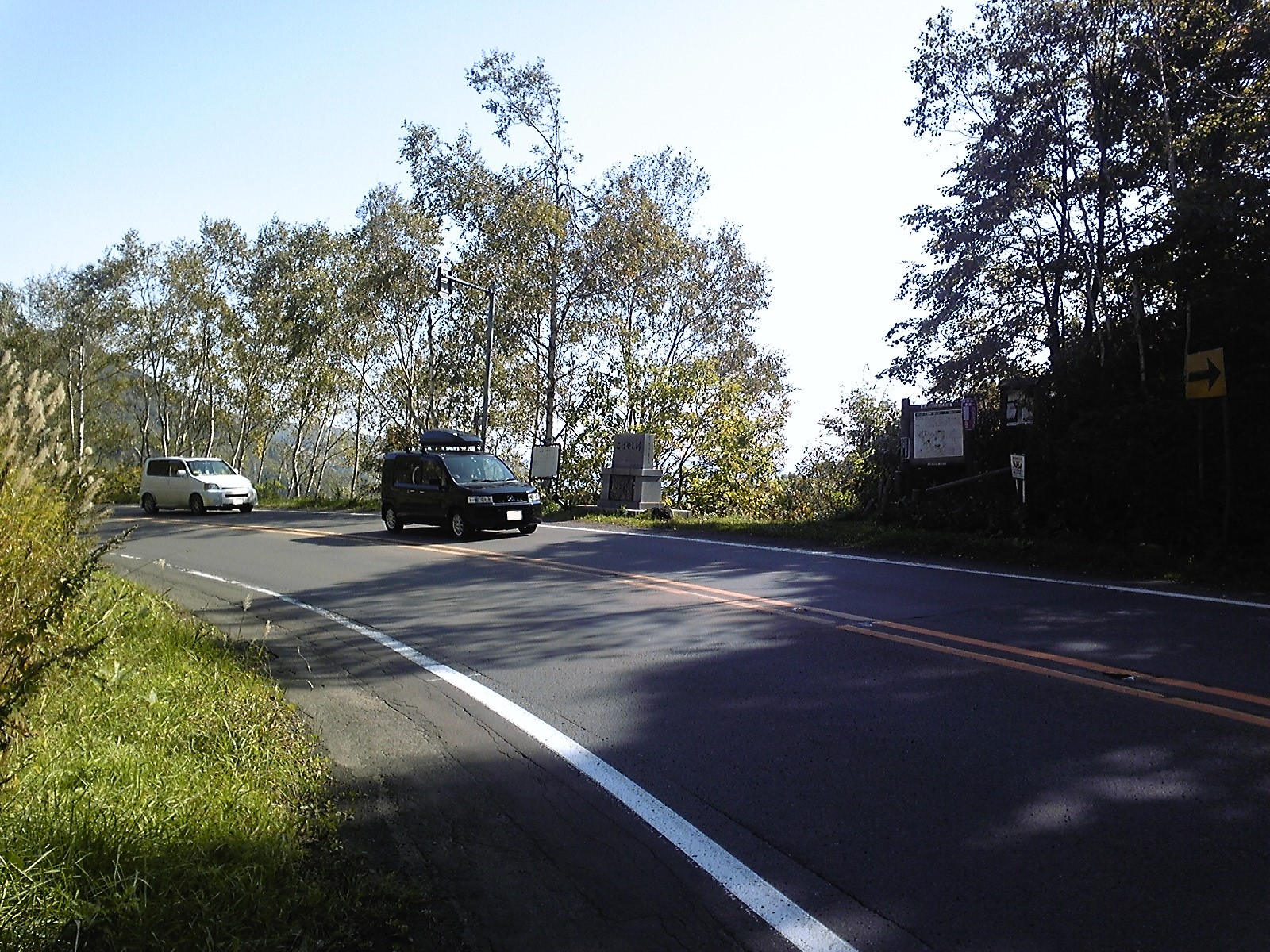
こばやし峠 峠頂上には石碑がある

- 中の川1条橋（中の川）= 札幌市西区西野2条9丁目
- 左股橋（琴似発寒川） = 札幌市西区西野8条2丁目 - 札幌市西区福井1丁目
- 盤渓橋（左股川）= 札幌市西区福井 - 札幌市中央区盤渓
- 峠下橋（右北の沢川）= 札幌市南区北ノ沢
- 北の沢2号橋（北の沢川）： = 札幌市南区北ノ沢
- 北の沢1号橋（北の沢川）= 札幌市南区北ノ沢
- 北の沢上橋（北の沢川）= 札幌市南区川沿1条3丁目
- 五輪大橋（豊平川） = 札幌市南区真駒内
- 五輪小橋（真駒内川） = 札幌市南区真駒内公園
- 澄川跨道橋 = 札幌市南区真駒内東町3丁目
- 澄川橋（精進川） = 札幌市南区真駒内東町3丁目 - 札幌市南区澄川4条11丁目
- 西岡高架橋（望月寒川） = 札幌市南区澄川6条11丁目 - 札幌市豊平区西岡2条12丁目
- にしおか橋（月寒川） = 札幌市豊平区西岡4条8丁目 - 札幌市豊平区福住1条9丁目

主な隧道
- 盤渓北ノ沢トンネル（1612 m）[13]=札幌市中央区盤渓 - 札幌市南区北ノ沢

主な峠
- こばやし峠 = 札幌市中央区盤渓 - 札幌市南区北ノ沢（盤渓北ノ沢トンネルの開通で旧道化）

## 地理
起点から南西に進んだ後、左折し、山の手通として南東に向かう。西野3条2丁目で右折し手稲左股通となり琴似発寒川、左股川の谷に沿って山側に向かう。西野、福井の住宅地を抜け、中央区盤渓に入ると盤渓川に沿った山間部を抜ける道となる。藻岩山の南側のこばやし峠を盤渓北ノ沢トンネルで抜け南区北ノ沢に入ると再び市街地となる。川沿から五輪大橋で豊平川を渡り、真駒内セキスイハイムアイスアリーナ等がある真駒内公園の中を通る。真駒内、澄川を経て豊平区西岡で左折し水源池通となった後、右折し福住桑園通となって終点に至る。途中、精進川、望月寒川、月寒川を渡る箇所では、谷が深いことから急勾配を避けるため長大な高架橋や盛土で谷間の住宅地を渡っている。

### 通過する自治体
- 石狩振興局
  - 札幌市（西区 - 中央区 - 南区 - 豊平区）

### 交差する道路
札幌市西区

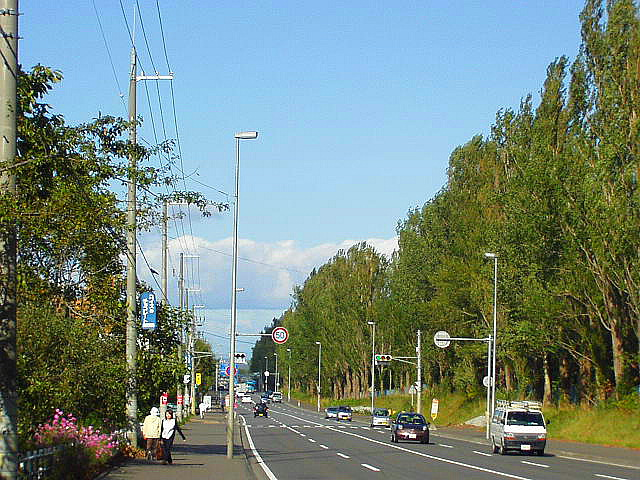
豊平区福住の福住桑園通（2004年9月）

- 北海道道124号宮の沢北一条線（北5条手稲通） - 西町南21丁目（起点）
- 北海道道453号西野白石線（山の手通） - 西野2条2丁目
- 札幌市主要市道9902号南19条宮の沢線（北1条宮の沢通） - 西野4条2丁目
- 北海道道1053号真駒内茨戸東雁来自転車道線 - 西野8条2丁目

札幌市南区
- 国道230号（石山通） - 川沿1条1丁目
- 国道453号（真駒内通） - 真駒内公園

札幌市豊平区
- 札幌市主要市道9903号羊ヶ丘線（羊ケ丘通） - 福住3条4丁目
- 国道36号 - 福住3条1丁目（終点）

#### 沿線にある施設など
札幌市西区
- 札幌市手稲記念館
- 宮丘公園
- 札幌西野中郵便局
- 札幌西警察署
- 札幌市立手稲東中学校
- 北海道銀行西区西野支店
- 札幌西消防署西野出張所
- 札幌市立手稲東小学校
- 北海道信用金庫西野支店
- 札幌福井郵便局
- 五天山公園
- スノーモビルランドサッポロ

札幌市中央区
- さっぽろばんけいスキー場
- 札幌市立盤渓小学校
- 盤渓市民の森
- ノヴェル・マウンテンパーク（旧コバワールドスキー場）

札幌市南区
- 札幌市立北の沢小学校
- 札幌川沿郵便局
- 札幌市立藻岩北小学校
- 札幌南消防署川沿出張所
- 北海道銀行南区川沿支店
- イオン札幌藻岩店
- 真駒内公園
  - 真駒内セキスイハイムスタジアム
  - 真駒内セキスイハイムアイスアリーナ
  - 札幌市豊平川さけ科学館
- 札幌市立真駒内曙中学校
- 光塩学園女子短期大学
- 陸上自衛隊真駒内駐屯地
- 北海道真駒内養護学校
- 札幌澄川南郵便局

札幌市豊平区
- 札幌市立西岡中学校
- 札幌市立西岡南小学校
- 北洋銀行豊平区西岡出張所
- 北海道銀行豊平区西岡支店
- 豊平警察署西岡交番
- 羊ヶ丘展望台
- 札幌ドーム